# Solar Ash
Solar Ash (с англ. — «Солнечный пепел») — инди-игра жанра приключенческий боевик и платформер, разработкой которой занималась студия Heart Machine, а выпуском — Annapurna Interactive. Выход игры состоялся в декабре 2021 года для PlayStation 4, PlayStation 5 и Windows. Игрок берёт на себя управление Рей — представительницей разумного вида воидраннеров. Их мир был поглощён чёрной дырой и героиня отправляется за горизонт событий, чтобы найти и активировать особый механизм, способный спасти родной мир. Рей путешествует по поглощённым дырой мирам, сражаясь с «аномалиями» — монстрами, чьи чёрные узлы заразили поглощённые миры. Героиня способна быстро передвигаться. Solar Ash требует от игрока быстро перемещаться по поверхности, преодолевать препятствия и находить обходные пути.
Разработкой игры занималась студия Heart Machine, известная за создание игры Hyper Light Drifter. После успешного выпуска Drifter, разработчики задумали создать более грандиозный проект с сохранением общей эстетики, но с иным игровым процессом в трёхмерном мире, завязанном на скоростном преодолении уровней-платформеров. В написании музыки участвовал «Disasterpeace».
Игра в целом получила положительные оценки со стороны игровых критиков, похваливших игру за изображение красивых и сюрреалистических пейзажей. Они похвалили игровой процесс, завязанный на скоростном преодолении окружающего пространства и бои с боссами, напоминающими Shadow of the Colossus. Тем не менее критики указывали на проблемы с камерой, которые особенно мешают при битве с боссами.

## Игровой процесс
Согласно сюжету, Рей, член космического экипажа получила задание отправиться в «Ультрапустоту» — массивную чёрную дыру, чтобы активировать механизм, известный, как «Звёздное семя», чтобы спасти свой родной мир. Пересекая горизонт событий, Рей обнаруживает, что её родной мир, как и многие другие был поглощён чёрной ультрапустотой, местонахождение остального экипажа неизвестно и каналы связи не работают. Героиня должна выяснить, что пошло не так. Рей попадает в пространство поглощённых чёрной дырой миров. Все они оказались во власти монстров — «Аномалий», с которыми Рей должна сразиться, чтобы освободить миры. Её конченая цель — поиск и активация Звёздного семени в надежде освободить родной мир из чёрной ультрапустоты. Но чтобы обеспечить механизм достаточной энергией, требуется активировать особые каналы, что возможно только после победы над очередным монстром.

Демонстрация игрового процесса, игрок должен за короткое время преодолевать препятствия

Solar Ash — это совмещение приключенческого боевика и платформера. Главная героиня может стремительно передвигаться, бегать, скользить и делать высокие прыжки, в том числе и двойные прыжки в воздухе. Она способна забраться на почти любые поверхности во всех направлениях. Однако ей нельзя задерживаться в ядовитой воде на слишком долгое время. Хотя многие головоломки в игре требуют пересекать «водоёмы». Попавшие в чёрную дыру миры поражены чёрной субстанцией, которую героиня должны вычищать, стремясь за короткое время нанести как можно больше ударов по своеобразным узлам — аномалиям, чтобы в конце концов столкнуться с игровым боссом, после чего можно будет подключить ближайший канал к сети.
Основная задача игрока вне битвы с боссами — уничтожение узлов аномалий до истечения времени. После того, как Рей ударит по узлу булавой, она должна как можно быстрее добраться до следующего узла, минуя препятствия. От игрока требуется взбираться на труднодоступные платформы, решать головоломки, связанные с окружающей средой. На пути также встречается множество вражеских NPC, которых требуется сразить за короткое время. В игре можно на короткий момент замедлять время, чтобы продумать действия или удар по врагу. Уничтожение всех аномалий пробуждает босса, заключённый в массивном реликте, он начинает блуждать по карте мира, атакуя Рей, если она встанет у него на пути. Единственный способ остановить его — забраться на него и поразить за короткое время цепочку узлов в определённой последовательности три раза в подряд.
Игрок также может изучать окружающие пространства, чтобы находить тайники и приобретать новые костюмы для Рей, которые усиливают способности героини, например удвоение силы атаки, ускоренное восстановление, возможность сканировать дополнительные тайники итд..

## Разработка
Разработкой игра занималась независимая студия Heart Machine, известная прежде всего за выпуск игры Hyper Light Drifter. Командой руководил Алекс Престон. Нарративным директором выступила Зоуи Куинн. Идея о создании трёхмерной игры возникла у Престона ещё в 2015 году, до выхода Drifter. Он хотел создать игру с куда более обширным миром, «в котором можно было бы затеряться» и куда большими возможностями. Разработка игры длилась пять лет. Пандемия COVID-19 практически не повлияла на это, так как команда быстро наладила процесс разработки через интернет. Престон признался, что создание трёхмерной игры несоизмеримо труднее двухмерной и это стало вызовом для его команды, особенно это касается проработки внутриигровой камеры. На разработку Solar Ash было выделено куда больше средств, чем на Drifter. Создатели заметили, что на проработку «всего» у них ушло гораздо больше времени и ресурсов, чем в Drifter. Новая игра в итоге предлагает куда больше игрового контента и игровых локаций. Трёхмерная среда — это также возможность для реализации многих идей и игровых механик, невозможных в двухмерном игре. Основная трудность в разработке была связана тем, чтобы придать игре нужный атмосферный тон, показать проработанный мир и интегрировать его с игровым процессом. Разработчики замечали, что при создании игры вдохновлялись Shadow of the Colossus, что касается битвы с боссами, Mario Galaxy при работе с игровым миром и Jet Set Radio, при работе над движениями героини.

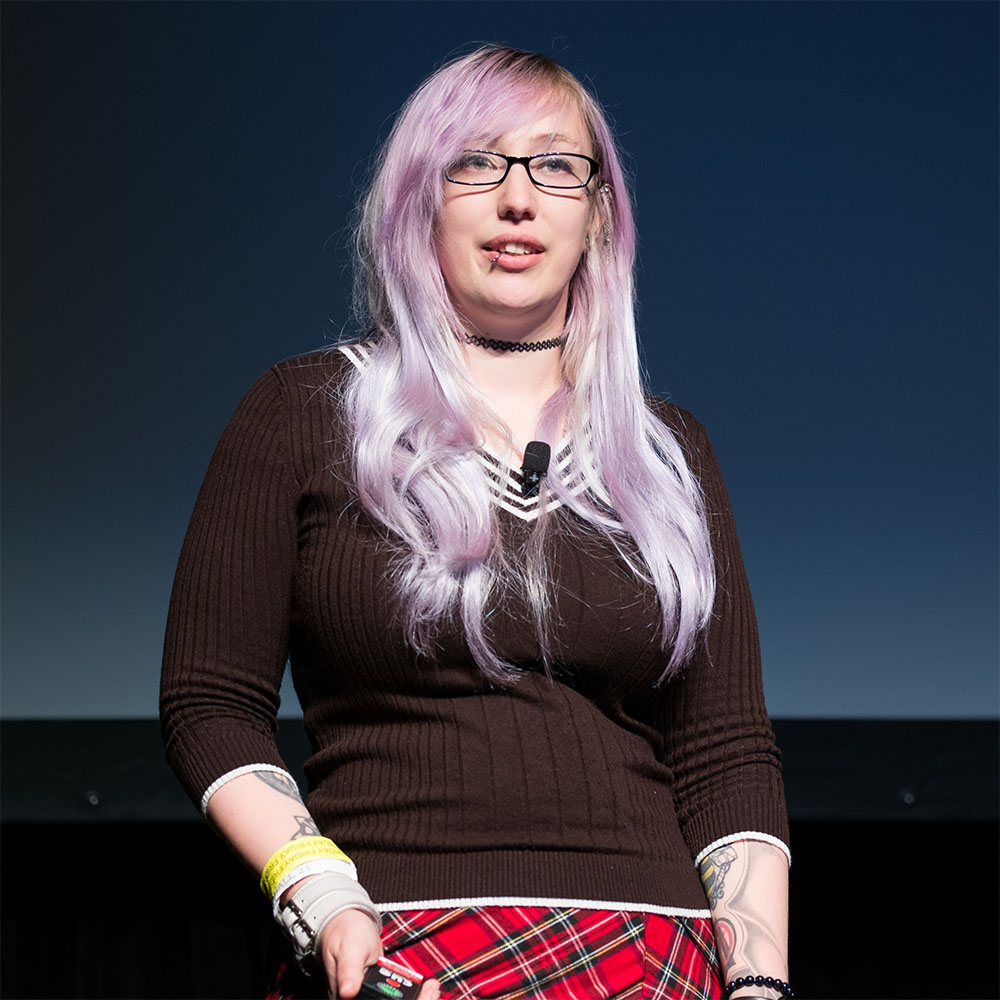
Зоуи Куинн выступила нарративным директором при разработке

За пять лет работы, Solar Ash претерпела ряд изменений, как и её сюжетная линия. Вначале проект финансировался через пожертвования на Kickstarter, когда его финансированием занялась Annapurna Interactive, бюджет на разработку значительно вырос, позволив значительно расширить игру и воплотить многие задумки. В рамках соглашения Annapurna с Sony, Solar Ash должна была выйти на приставках PlaySation, а её ПК-версия должна была быть доступна для покупки на Epic Games Store. Сами разработчики хотели бы выпустить игру на как можно большем количестве платформ.
Команда хотела сохранить похожею эстетику и атмосферу, что и в Drifter, в частности схожие стиль, тон и атмосферу, пейзажи постапокалиптического мира. Тем не менее реализовать аналогичный художественный стиль в трёхмерном мире с сохранением нужного уровня качества было крайне трудной задачей. Для создания миров разработчики использовали движок Unreal Engine. Команда отказалась от технологии PBR в пользу яркого и абстрактного, «мультяшного» стиля, заметив что это вписывалось в стиль Drifter, а создание реалистичного мира стало бы непосильной задачей для небольшой команды и является отличным решением для многих инди-разработчиков. Во многих локациях есть игра с контрастами, где подчёркиваются противоположные цвета. Разработчики решили ввести диалоги и кат-сцены в отличие от безмолвного повествования в Drifter, заметив что таким образом им лучше удавалось передать сюжетную линию. За основу сюжета была взята идея о космических путешественниках, которые ныряют в чёрные дыры, чтобы достать там ценные предметы.
В отличие от сюжета и эстетики, игровые процессы у Solar Ash с Drifter совершенно разные. Если Drifter — это hack and slash, которая сосредотачивалась на ежеминутных боях на плоской карте, то Solar Ash — это прежде всего платформер об исследовании и преодолении препятствий. Разработчики назвали обходы и исследования основной сутью игры, уже на основе этого геймплея прорабатывались битвы с боссами. Создание подобного игрового процесса гораздо легче в трёхмерной среде, но по прежнему несоизмеримо сложнее, чем просто сосредоточится на проработке боёв, особенно для маленькой команды. Сам игровой процесс, исследования уровней и битвы с боссами создавались для любителей скоростного прохождения, игра должна была передать чувство восторга от молниеносных и элегантных перемещений игрового персонажа. «Скорость» находится в центре внимания на протяжении всех этапов прохождения игры. Престон сам признался, что увлекается спидраном. С этим были сопряжены и значительные трудности, так как вместе со всеми движениями требовалось проработать перспективу камеры, чтобы не дезориентировать игрока или даже не вызвать у него тошноту. Уровни и головоломки прорабатывались так, чтобы игрок не был вынужден задерживаться на месте и постоянно наслаждался скоростью.

## Музыка

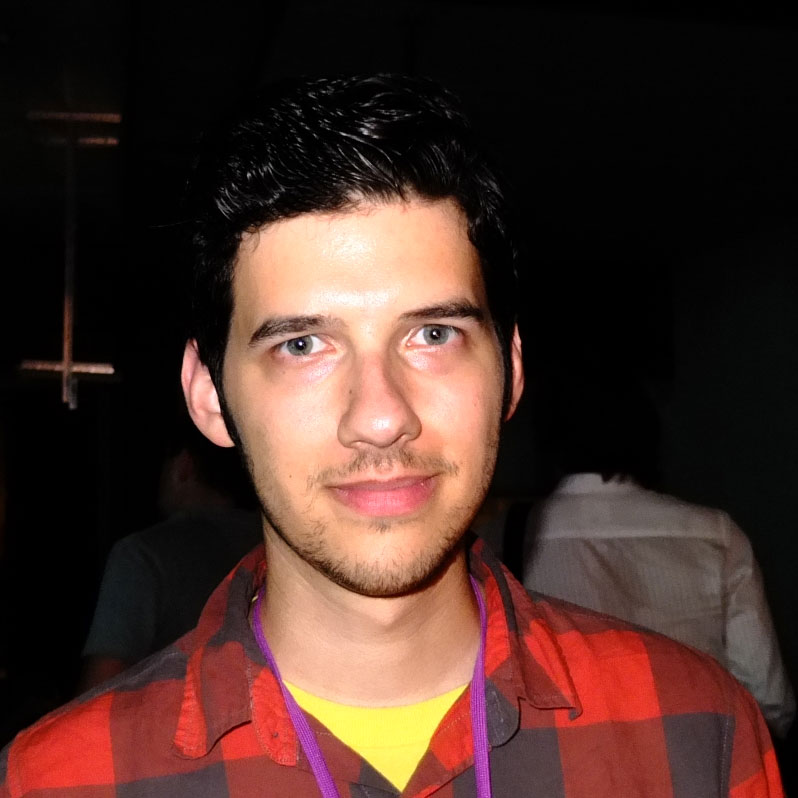
Ричард Вриленд «Disasterpeace» работал над звуковыми эффектами в игре.

Музыкальные композиции к игре написали Troupe Gammage IV вместе с Джоэлом Корелицем и Скай Лю, за звуковой дизайн отвечал Алекс Джонсон, а аудиосистемами занялся Ричард Вриленд или Disasterpeace, известный за создание музыкальных треков к играм Fez и Hyper Light Drifter. Музыка в игре должна была передать мистическую атмосферу внеземных пейзажей. Вриленд был изначально приглашён, как единственный композитор, тем не менее при написании треков у него возникли трудности, так как раннее он писал музыку к пиксельным играм, на этот раз речь шла о грандиозном приключении. Вриленд не был доволен созданными композициями, которые по его мнению не сумели передавать нужный настрой в игре. Наоборот, Вриленду было интереснее работать над звуковыми эффектами для игры. Например он разработал механику, аналогичную эффекту допплера, которая меняет частоту звука, издаваемого разными источниками относительно скорости передвижения героини в определённом направлении. Что касается созданий самой музыки, композитор обратился за помощью к Troupe Gammage IV, который в итоге возглавил команду звукозаписи и написал основную долю композиций. Свой вклад также внесли Джоэл Корелице и Скай Лю. Вриленд в целом описал, что работа над саундтреком и музыкой к Solar Ash было для него самым сложным опытом, так как речь впервые шла не о линейной игре с уровнями, а оживлении трёхмерных пространств музыкой и звуками. Вриленд признался, что не уверен, готов ли он в будущем работать с подобными играми.
12 сентября состоялся выпуск одноимённого музыкального альбома в цифровом формате.
| - 1. Sundering Kingdoms — 3:33 - 2. Vignette: Into the Void — 1:49 - 3. Echoes — 1:20 - 4. Vignette: Auspices — 1:10 - 5. Cradle of Time — 2:28 - 6. Crater Ouroboros — 3:43 - 7. Praxis — 3:08 - 8. Sanguination — 1:54 - 9. River of Ash — 2:22 - 10. Harvested Moon — 4:24 - 11. Paen to the Past — 2:03 - 12. The Last Breath of the Dross — 4:19 - 13. Forgotten Thresher — 2:47 - 14. Silent Grove — 2:41 - 15. Realm of Wind and Shield — 3:57 | - 16. Dregs — 1:58 - 17. Melody for Morys — 3:38 - 18. Lost Sentry — 3:14 - 19. The Acolyte — 2:36 - 20. Vignette: Shadows of Fallen Giants — 0:47 - 21. Empty Hallows — 04:36 - 22. Twilight Tendrils — 1:52 - 23. Scribes of the Abyss — 3:29 - 24. Withered Eye — 3:06 - 25. The Last Chorus of Cyclodorea — 2:51 - 26. The Admiral — 2:48 - 27. Mirrorsea — 3:51 - 28. The Tarnished Expanse — 2:09 - 29. Corroded Pleasures — 2:53 - 30. Colosseum — 2:52 | - 31. Rust Dragger — 3:48 - 32. Gifts to the Below — 2:46 - 33. Pyroxene — 4:40 - 34. The Spine of the World — 4:03 - 35. Burning Hunter — 3:33 - 36. Vignette: Ambition’s End — 5:25 - 37. Phantasm — 2:52 - 38. Clarion — 1:49 - 39. Absolution — 2:42 - 40. Vignette: Horizon — 2:05 - 41. The Return — 1:40 - 42. Crossovers — 3:02 - 43. Vignette: Asides — 1:07 - 44. Vignette: The Cusp of Reality — 1:56 - 45. Vignette: The First Apocalypse — 1:33 |

## Анонс и выход
Игра была впервые анонсирована под рабочим названием Solar Ash Kingdom в марте 2019 как игра-сиквел Hyper Light Drifter 2016 года выпуска. Алекс Престон, ведущий разработчик игры тогда назвал свой проект инновационным. На момент анонса, игра позиционировалась, как эксклюзив для Epic Games Store.
В июне 2020 года было объявлено, что игра планируется к выпуску на приставках PlayStation 4 и PlayStation 5 и будет переименована в Solar Ash. В июне 2021 года Annapurna продемонстрировала игровой процесс, где подтвердила запланированную дату выхода игры — 26 октября 2021 года. Однако незадолго до даты релиза, Heart Mashine объявила о переносе выхода на 2 декабря 2021 года . Команда ссылалась на проблемы с организацией в команде в связи с пандемией COVID-19, а также что они хотят «исправить ошибки в игре и внести последние штрихи, чтобы игра сияла». Выход игры состоялся 2 декабря 2021 года для Windows эксклюзивно на Epic Games Store и для игровых приставок PlayStation 4 и PlayStation 5. Выход игры в Steam состоялся 6 декабря 2022 года. Также в конце года были выпущены версии для приставок Xbox One и Xbox Series X/S.

## Критика
| Сводный рейтинг    | Сводный рейтинг          |
| Агрегатор          | Оценка                   |
| ------------------ | ------------------------ |
| Metacritic         | (PC) 78/100 (PS5) 78/100 |
| Иноязычные издания |                          |
| Издание            | Оценка                   |
| Destructoid        | 6/10                     |
| Eurogamer          | Recommended              |
| Game Informer      | 8,75/10                  |
| GameSpot           | 8/10                     |
| GamesRadar+        | [ 27 ]                   |
| Hardcore Gamer     | 4,5/5                    |
| IGN                | 7/10                     |
| Jeuxvideo.com      | 16/20                    |
| Push Square        | [ 31 ]                   |

Solar Ash получила в основном положительные оценки со стороны игровых критиков, средняя оценка по данным агрегатора Metacritic составила 78 баллов из 100 возможных.
Критики заметили схожесть Solar Ash с её предшественницей Hyper Light Drifter в плане неоновой цветовой палитры окружающего мира и эстетики. Представитель Eurogamer заметил, что даже после переноса в открытый трёхмерный мир, между двумя этими играми остаётся много общего, от сюжетного настроя, чувства пустоты, одиночества до любви к внеземным пейзажам. Критик сайта Hardcore Gamer заметил, что Solar Ash способна впечатлить игрока своими красивыми, сюрреалистичными, но тающими угрозу пейзажами. Игра предлагает впечатляющую историю о потере со вкусом горечи и надежды. Критик был приятно удивлён небольшим, но хорошо отыгравшем актёрским составом, как в схожей игре Death’s Door. Рецензент сайта GameSpot заметил, что окружающий мир в Solar Ash не имеет смысла объяснять кроме того, что стремительное перемещение по нему, как и битвы с боссами впечатляющие. Игра наследует у Hyper Light Drifter потрясающую, хоть и более линейную структуру игровых уровней. Критик IGN также заметил, что впечатление от пейзажей усиливается аккомпанементом атмосферного научно-фантастического саундтрека. Рецензент, описывая пейзажи в игре образно сравнил их с «фантазией о цветущей смерти»; они не вызывают сколько восхищения, сколько чувства утраты при виде этих прекрасных миров и останков цивилизаций, поглощённых дырой.
Критики хвалили Solar Ash за стремительное перемещение Рей по самым разным поверхностям. А также реализацию изучения мира, то, как сюрреалистичные пейзажи становятся отличными платформами-головоломками, которые требуется преодолеть. Рецензент Hardcoregamer заметил, что перемещение по миру обеспечивает острые ощущения и выглядит, как совмещение Jet Set Radio с Super Mario Galaxy. Представитель Eurogamer также назвал Solar Ash по сути игрой о скейтбординге, но в научно фантастическом сеттинге. Рецензенты хвалили головоломки в игре, связанные с быстрым передвижением героини, критик IGN заметил, что их основная суть — не найти цель, а понять, как достичь цели, поэтому он путешествовал по миру всегда с какой то целью. Критик Eurogamer заметил, что ему никогда не хотелось останавливаться. Сами уровни с головоломками и сражения с боссами напомнили ему другую недавно вышедшею игру от Annapurna — The Pathless.
Критики были впечатлены битвами с боссами, сравнивая их с таковыми в Shadow of the Colossus, в плане того, что игровому персонажу требуется карабкаться по массивным неуклюжим телам боссов. Представитель GameSpot однако заметил, что битвы с боссами не ощущались столь сложными, как в Hyper Light Drifter, хотя и требуют от игрока ловкости и умелого управления. Рецензент Eurogamer заметил, что битвы с боссами гармонично вписываются в общий игровой процесс. Тем не менее некоторые критики указывали на проблемы с камерой, которые иногда могут дезориентировать игрока из-за чего битвы порой превращаются в хаос, преодолимый методом проб и ошибок. Критик IGN в целом указывал на проблемы с камерой в игре и некоторую сырость боевой системы, которая особенно даёт о себе знать на последних этапах сражения с боссами.